# 恋のジグソーやってみて!
『恋のジグソーやってみて!』（こいのジグソーやってみて!）は、山口ひとみによる日本の漫画作品。
『なかよし』（講談社）にて連載された。

## 書誌情報
- 恋のジグソーやってみて!、初版発行日1980年1月14日
  - 良太くん絶体絶命!／しあわせ色のひとかけら／フォーマルハウトって知ってる?／3年3組のつむじ風